# Бела (округ Нове Замки)
Бела (словац. Belá) — село, громада округу Нове Замки, Нітранський край. Кадастрова площа громади — 8.69 км².
Населення 315 осіб (станом на 31 грудня 2024 року).

## Історія
Бела згадується 1138 року.

## Населення
| Рік:            | 1994. | 2004.   | 2014.    | 2024. |
| --------------- | ----- | ------- | -------- | ----- |
| Кількість осіб: | 424   | 413     | 350      | 315   |
| Різниця:        |       | -2,59 % | -15,25 % | -10 % |

| Рік:            | 2023. | 2024.   |
| --------------- | ----- | ------- |
| Кількість осіб: | 319   | 315     |
| Різниця:        |       | -1,25 % |